# Велоспорт на літніх Паралімпійських іграх 2016
Змагання з велоспорту на літніх Паралімпійських іграх 2016 року пройдуть з 7 по 18 вересня.

## Класифікація спортсменів
Спортсмени будуть класифіковані на різні групи в залежності від ступеня інвалідності. Система класифікації дозволяє спортсменам з однаковими порушеннями конкурувати на рівних.

Атлети класифікуються на такі групи:
- B: спортсмени з порушеннями зору, які змагаються у тандемі зі зрячим пілотом попереду
- H1-H4: спортсмени з порушеннями, що впливають на роботу ніг, які використовують ручні педалі
- T1-T2: спортсмени з порушеннями, що впливають на їх здатність втримувати рівновагу, які використовують триколісні велосипеди
- C1-C5: спортсмени з порушеннями, що впливають на роботу ніг, рук та/або тулуба, які можуть використовувати звичайні велосипеди

У кожному класі цифра вказує на характер порушення спортсмена. Чим менше цифра, тим менше можливостей має спортсмен. Наприклад, спортсмен, що змагається у класі 1, має менше можливостей ніж той, хто змагається у класі 5.

## Кваліфікація
| Чоловіки | Жінки | Всього |
| -------- | ----- | ------ |
| 150      | 80    | 230    |

| Країна                   | Чоловіки | Жінки | Всього |
| ------------------------ | -------- | ----- | ------ |
| США                      | 9        | 9     | 18     |
| Велика Британія          | 6        | 8     | 14     |
| Німеччина                | 7        | 6     | 13     |
| Нідерланди               | 8        | 5     | 13     |
| Австралія                | 7        | 6     | 13     |
| Італія                   | 11       | 2     | 13     |
| Китай                    | 5        | 6     | 11     |
| Канада                   | 5        | 5     | 10     |
| Іспанія                  | 8        | 1     | 9      |
| Росія                    | 6        | 3     | 9      |
| Польща                   | 4        | 4     | 8      |
| Чехія                    | 6        | 2     | 8      |
| Колумбія                 | 5        | 1     | 6      |
| Франція                  | 5        | 1     | 6      |
| ПАР                      | 4        | 2     | 6      |
| Швейцарія                | 4        | 2     | 6      |
| Ірландія                 | 4        | 2     | 6      |
| Нова Зеландія            | 2        | 3     | 5      |
| Словаччина               | 3        | 2     | 5      |
| Японія                   | 3        | 1     | 4      |
| Бельгія                  | 4        | 1     | 5      |
| Австрія                  | 4        | 0     | 4      |
| Аргентина                | 2        | 2     | 4      |
| Швеція                   | 3        | 1     | 4      |
| Бразилія                 | 2        | 1     | 3      |
| Греція                   | 1        | 2     | 3      |
| Південна Корея           | 1        | 2     | 3      |
| Україна                  | 1        | 0     | 1      |
| Румунія                  | 2        | 0     | 2      |
| Фінляндія                | 2        | 0     | 2      |
| Малайзія                 | 2        | 0     | 2      |
| Перу                     | 1        | 0     | 1      |
| Венесуела                | 2        | 0     | 2      |
| Португалія               | 2        | 0     | 2      |
| Ізраїль                  | 1        | 0     | 1      |
| Норвегія                 | 1        | 0     | 1      |
| Коста-Рика               | 1        | 0     | 1      |
| Іран                     | 1        | 0     | 1      |
| Угорщина                 | 1        | 0     | 1      |
| Швеція                   | 0        | 1     | 1      |
| Домініканська Республіка | 1        | 0     | 1      |
| Гана                     | 1        | 0     | 1      |
| Люксембург               | 1        | 0     | 1      |

## Змагання

### Трек

#### Чоловіки
| Змагання                      | Змагання       | Золото            | Срібло                  | Бронза |
| ----------------------------- | -------------- | ----------------- | ----------------------- | ------ |
| Роздільна гонка               |                |                   |                         |        |
| 1 км - B                      | Трістан Бангма | Ніл Фечі          | Кай-Крістіан Круз       |        |
| 1 км - C1-C3                  | Лі Жанжу       | Арноуд Нійхус     | Трістен Чернове         |        |
| 1 км - C4-C5                  | Джоді Канді    | Джозеф Метелка    | Альфонсо Кабелло Лламас |        |
| Одиночна гонка переслідування |                |                   |                         |        |
| B                             | Стів Бейт      | Вінсент тер Шурхе | Стівен де Врейс         |        |
| C1                            | Лі Жанжу       | Росс Вілсон       | Арнольд Нійхус          |        |
| C2                            | Ліанг Гуйхуа   | Трістен Чернове   | луіс Ролф               |        |
| C3                            | Девід Ніколас  | Джозеф Береньі    | Еогайн Кліффорд         |        |
| C4                            | Джозеф Метелка | Кайл Брідгвуд     | Діего Дуенас            |        |
| C5                            | Єгор Дементьєв | Аластер Донохое   | Едвін Руіз              |        |
| Одиночний спринт - B          |                |                   |                         |        |

#### Жінки
| Змагання                      | Змагання      | Золото           | Срібло            | Бронза |
| ----------------------------- | ------------- | ---------------- | ----------------- | ------ |
| Роздільна гонка               |               |                  |                   |        |
| 500 м - C1-C3                 | Аліда Норбіус | Аманда Рейд      | Сонг Женлінг      |        |
| 500 м - C4-C5                 | Кадіна Кокс   | Жоу Джуфанг      | Руан Джанпінг     |        |
| 1 км - B                      | Софі Тронгіл  | Ларісса Клаассен | Джессіка Галлагер |        |
| Одиночна гонка переслідування |               |                  |                   |        |
| B                             |               |                  |                   |        |
| C1-3                          | Меган Гігліа  | Джеймі Вітмор    | Аліда Норбіус     |        |
| C4                            | Шоун Мореллі  | Сюзаг Павелл     | Меган Фішер       |        |
| C5                            | Сара Сторі    | Крістал Лейн     | Саманта Боско     |        |

#### Змішані
| Змагання              | Золото          | Срібло | Бронза  |
| --------------------- | --------------- | ------ | ------- |
| Командний спринт C1-5 | Велика Британія | Китай  | Іспанія |

### Шосе

#### Чоловіки
| Змагання        | Змагання | Золото | Срібло | Бронза |
| --------------- | -------- | ------ | ------ | ------ |
| Роздільна гонка |          |        |        |        |
| B               |          |        |        |        |
| H1              |          |        |        |        |
| H2              |          |        |        |        |
| H3              |          |        |        |        |
| H4              |          |        |        |        |
| C1              |          |        |        |        |
| C2              |          |        |        |        |
| C3              |          |        |        |        |
| C4              |          |        |        |        |
| C5              |          |        |        |        |
| Групова гонка   |          |        |        |        |
| B               |          |        |        |        |
| H1              |          |        |        |        |
| H2              |          |        |        |        |
| H3              |          |        |        |        |
| H4              |          |        |        |        |
| C1-3            |          |        |        |        |
| C4-5            |          |        |        |        |

#### Жінки
| Змагання        | Змагання | Золото | Срібло | Бронза |
| --------------- | -------- | ------ | ------ | ------ |
| Роздільна гонка |          |        |        |        |
| B               |          |        |        |        |
| H1-2            |          |        |        |        |
| H3              |          |        |        |        |
| H4              |          |        |        |        |
| C1-3            |          |        |        |        |
| C4              |          |        |        |        |
| C5              |          |        |        |        |
| Групова гонка   |          |        |        |        |
| B               |          |        |        |        |
| H1-3            |          |        |        |        |
| H4              |          |        |        |        |
| C1-3            |          |        |        |        |
| C4-5            |          |        |        |        |

#### Змішані
| Змагання               | Золото | Срібло | Бронза |
| ---------------------- | ------ | ------ | ------ |
| Роздільна гонка T1-2   |        |        |        |
| Групова гонка T1-2     |        |        |        |
| Командна естафета Н1-4 |        |        |        |

## Таблиця медалей
| Місце | Країна | Золото | Срібло | Бронза | Загалом |
| ----- | ------ | ------ | ------ | ------ | ------- |
| 1     |        |        |        |        |         |